# Trường đua Mandalika
Trường đua đường phố quốc tế Mandalika (tên quốc tế: Mandalika International Street Circuit) là một trường đua xe đường phố nằm ở đảo Lombok thuộc tỉnh Tây Nusa Tenggara, Indonesia. Từ năm 2022 trường đua Mandalika đăng cai chặng đua MotoGP Indonesia và được coi là trường đua đường phố đầu tiên đăng cai MotoGP.

## Giới thiệu
Trường đua Mandalika bắt đầu được xây dựng từ năm 2019. Trong quá trình xây dựng vấp phải nhiều tranh cãi liên quan đến vấn đề môi trường, nhân quyền, cũng như tính hiệu quả của dự án. Cuối cùng thì trường đua vẫn kịp khánh thành vào cuối năm 2021 để đăng cai giải đua xe MotoGP Indonesia từ năm 2022.
Sở dĩ trường đua Mandalika được gọi là trường đua đường phố vì nó được xây dựng trong một khu resort trên đảo Lombok, sử dụng những con đường sẵn có trong khu resort này.

## Kỷ lục vòng chạy
Cập nhật đến tháng 9 năm 2024:
| Giải đua                                   | Thời gian                                  | Tay đua                                    | Xe                                         | Sự kiện                                                               |
| Kiểu đường Grand Prix: 4.313 km (2021–nay) | Kiểu đường Grand Prix: 4.313 km (2021–nay) | Kiểu đường Grand Prix: 4.313 km (2021–nay) | Kiểu đường Grand Prix: 4.313 km (2021–nay) | Kiểu đường Grand Prix: 4.313 km (2021–nay)                            |
| ------------------------------------------ | ------------------------------------------ | ------------------------------------------ | ------------------------------------------ | --------------------------------------------------------------------- |
| MotoGP                                     | 1:30.539                                   | Enea Bastianini                            | Ducati Desmosedici GP24                    | 2024 Indonesian motorcycle Grand Prix                                 |
| World SBK                                  | 1:32.163                                   | Toprak Razgatlıoğlu                        | Yamaha YZF-R1                              | 2022 Mandalika World SBK round                                        |
| Moto2                                      | 1:33.840                                   | Arón Canet                                 | Kalex Moto2                                | 2024 Indonesian motorcycle Grand Prix                                 |
| Porsche Carrera Cup                        | 1:34.537                                   | Daffa Ardiansyah Budiharjo                 | Porsche 911 (992) GT3 Cup                  | 2023 Mandalika Porsche Sprint Challenge Indonesia round               |
| World SSP                                  | 1:35.416                                   | Stefano Manzi                              | Yamaha YZF-R6                              | 2023 Mandalika World SSP round                                        |
| Moto3                                      | 1:37.930                                   | Daniel Holgado                             | GasGas RC250GP                             | 2024 Indonesian motorcycle Grand Prix                                 |
| TCR Touring Car                            | 1:40.161                                   | Umar Abdullah                              | Honda Civic Type R TCR (FL5)               | 2023 Mandalika Porsche Sprint Challenge Indonesia TCR Exhibition Race |
| Asia Productions 250                       | 1:46.953                                   | Reynaldo Ratukore                          | Yamaha YZF-R3                              | 2024 Mandalika ARRC round                                             |
| 250cc                                      | 1:47.751                                   | Rheza Ahrens                               | Honda CBR250RR                             | 2023 1st Mandalika Racing Series round                                |
| Asia Underbone 150                         | 1:54.321                                   | Fahmi Basam                                | Yamaha MX King 150                         | 2024 Mandalika ARRC round                                             |